# بدن جنیفر
بدن جنیفر (به انگلیسی: Jennifer's Body) یک فیلم ترسناک و کمدی سیاه آمریکایی به نویسندگی دیابلو کودی و کارگردانی کارین کوساما است. در این فیلم بازیگرانی همچون مگان فاکس، آماندا سایفرد، جانی سیمونز، جی. کی. سیمونز، ایمی سداریس و آدام برودی ایفای نقش کرده‌اند. داستان فیلم دربارهٔ دختری دبیرستانی هلهله‌چی به نام جنیفر (با بازی مگان فاکس) است که بدنش را شیطان تسخیر کرده و همکلاسی‌های پسر خود را می‌کشد. در این بین بهترین دوست او آنیتا لزنیکی (با بازی آماندا سایفرد) سعی در متوقف کردن جنیفر دارد.
نخستین نمایش فیلم در طی جشنواره بین‌المللی فیلم تورنتو سال ۲۰۰۹ بود، و سپس در ۱۸ سپتامبر ۲۰۰۹ در ایالات متحده و کانادا اکران شد.

## بازیگران
- مگان فاکس در نقش جنیفر چک
- آماندا سایفرد در نقش آنیتا لزنیکی
- جانی سیمونز در نقش چیپ داو
- ایمی سداریس در نقش تونی لزنیکی
- آدام برودی در نقش نیکولای
- جی. کی. سیمونز در نقش آقای روبلیوسکی
- کایل گالنر در نقش کولین گری
- کریس پرت در نقش افسر رومن دودا
- سینتیا استیونسون در نقش خانم داو
- لانس هنریکسن در نقش راننده در انتهای فیلم
- ایو هارلو